# (2117) Danmark
(2117) Danmark es un asteroide perteneciente al cinturón de asteroides descubierto por Richard Martin West el 9 de enero de 1978 desde el Observatorio de La Silla, Chile.

## Designación y nombre
Danmark se designó inicialmente como 1978 AC.
Posteriormente fue nombrado por Dinamarca, un país de Europa Central, patria del descubridor.

## Características orbitales
Danmark orbita a una distancia media del Sol de 2,869 ua, pudiendo alejarse hasta 3,067 ua y acercarse hasta 2,672 ua. Tiene una excentricidad de 0,06883 y una inclinación orbital de 2,932°. Emplea en completar una órbita alrededor del Sol 1775 días.